# Pays de Retz

Cartina delle regioni tradizionali della Bretagna. A sud in verde chiaro il Pays de Retz.

Il Pays de Retz era una delle regioni tradizionali della Bretagna durante l'Ancien Régime ed era parte del Ducato di Bretagna. Dal punto di vista geografico, corrisponde alla parte sud-occidentale del dipartimento della Loira atlantica.

Bandiera del Pays de Retz

## Geografia
La regione si trova a sud del fiume Loira, e confina a ovest con l'oceano Atlantico, a sud e ad est con la Marais breton, la palude bretone, e con la Vandea, e poi sempre a est con il lago Lac de Grand-Lieu.
È composta da 47 comuni francesi, e prima della rivoluzione francese e la creazione dei dipartimenti, includeva anche 5 comuni poi passati alla Vandea. Le città più importanti furono Rezé, Pornic, Paimbœuf, e Machecoul, che è stata la capitale storica a partire dal 1581.

## Storia
All'inizio del IX secolo la regione faceva parte del territorio dei Franchi, ma era ambita dal sovrano bretone, Nominoë che con suo figlio Erispoe, dopo una serie di vittorie contro i Franchi tra l'843 e l'851, riuscì ad ottenere questa regione, a seguito del trattato di Angers (851) tra Carlo il Calvo ed Erispoë, che ha dato "Ratense" o Pays de Retz, in Bretagna.
Nei secoli successivi si creò un conflitto tra la Bretagna e l'Angiò per il controllo della zona.
La regione fu resa nota anche dal famoso assassino seriale Gilles de Rais che fu accusato di aver torturato, uccisi e stuprato almeno 140 bambini dei contadini locali e per questo fu poi condannato a morte.
Nel Cinquecento il feudo passò alla famiglia dei Gondi di origine fiorentina per cui il feudo fu innalzato a ducato nel 1581 (questo titolo si estinse col ramo francese dei Gondi nel 1679). La famiglia fu famosa in Francia come banchieri, politici ed ecclesiastici (per quasi un secolo occuparono ininterrottamente la cattedra dell'arcidiocesi di Parigi che divenne sede arcivescovile nel 1622 con a capo uno dei loro).
A seguito della Rivoluzione francese e lo scoppio delle Guerre di Vandea nel 1793, la regione fu una delle roccaforti vandeane divenendo parte della cosiddetta "Vandea Militare" e, per tutta la durata delle guerre, fu scenario di molte battaglie.

## Bandiera

Blasone dei signori di Retz

La bandiera del Pays de Retz risale probabilmente al 1251 e riprende i colori araldici dello stemma dei primi Signori di Retz (X secolo): croce sabbia su sfondo d'oro.
Per questo è considerata una delle bandiere più antiche di Francia e tutt'oggi viene utilizzata da associazioni storiche, culturali ed economiche.